# E = mc²

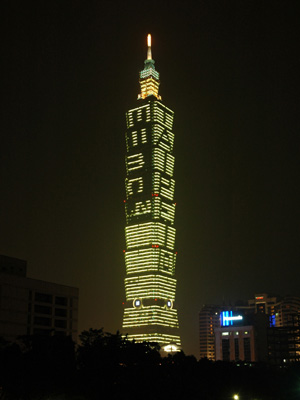

Rovnice {\displaystyle E=mc^{2}} popsaná Albertem Einsteinem ve speciální teorii relativity patří mezi nejslavnější rovnice všech dob. Rovnice popisuje vztah mezi energií a hmotností: Energie = hmotnost · (rychlost světla ve vakuu)²
Podle této rovnice je celkové množství energie, které lze z tělesa získat při nepůsobení vnějších sil (tedy kinetické i klidové energie), rovno hmotnosti tělesa vynásobené druhou mocninou rychlosti světla. V praxi však lze klidovou energii (nesprávně „hmotu“) na energii převádět obvykle jen s výrazně nižší účinností, proto množství získané energie nikdy nedosahuje této úrovně. Při běžných způsobech získávání energie (např. v jaderných elektrárnách) se totiž na energii nepřemění veškerý úbytek klidové energie, část (obvykle většina) ho zůstává jako „odpad“ přeměněný na dále nevyužité druhy energie. Příkladem teoreticky úplné přeměny je reakce hmoty s antihmotou.
Rovnice však také naopak říká, že každému druhu energie lokalizované v tělese nebo v poli přísluší i odpovídající hmotnost projevující se setrvačnými a gravitačními vlastnostmi. Vzhledem k velikosti dvojmoci rychlosti světla jsou však v běžných makroskopických poměrech změny hmotnosti dané dodáním či odebráním energie velmi malé.
V původní podobě Einstein tuto rovnici napsal ve tvaru m = L / c² (pro energii použil označení L namísto E).
Množství energie v jednom kilogramu (libovolné) hmoty je tedy
- 89 875 517 873 681 764 J (≈ 90 PJ) neboli
- 24 965 421 632 kWh (≈ 25 TWh),
- což odpovídá energii uvolněné při výbuchu více než 21 megatun TNT.

## Odvození pomocí integrálního počtu
K odvození této rovnice stačí základy integrálního počtu.
Vyjdeme ze vztahu pro kinetickou energii Ek:
{\displaystyle E_{k}=W=\int _{\mathbf {r_{1}} (v_{1}=0)}^{\mathbf {r_{2}} (v_{2}\neq 0)}\mathbf {F} \,\mathrm {d} \mathbf {r} =\int _{\mathbf {r_{1}} }^{\mathbf {r_{2}} }{\frac {\mathrm {d} \mathbf {p} }{\mathrm {d} t}}\,\mathrm {d} \mathbf {r} =\int _{\boldsymbol {0}}^{\mathbf {p} }\mathbf {v} \,\mathrm {d} \mathbf {p} =}
{\displaystyle =\int _{\boldsymbol {0}}^{\mathbf {p} }\mathbf {v} \,\mathrm {d} (m.\mathbf {v} )}.
Uvažujeme-li působení síly rovnoběžně s dráhou tělesa, lze vynechat vektory:
{\displaystyle =\int _{0}^{p}v(v\,\mathrm {d} m+m\,\mathrm {d} v)=\int _{0}^{p}(v^{2}\,\mathrm {d} m+mv\,\mathrm {d} v)},
druhý člen lze upravit podle vztahu pro relativistickou hmotnost:
{\displaystyle m={\frac {m_{0}}{\sqrt {1-{\frac {v^{2}}{c^{2}}}}}}},
{\displaystyle m^{2}={\frac {m_{0}^{2}}{\frac {c^{2}-v^{2}}{c^{2}}}}},
{\displaystyle m^{2}(c^{2}-v^{2})=m_{0}^{2}c^{2}}.
Uděláme diferenciál této rovnice,
{\displaystyle 2m\,\mathrm {d} m(c^{2}-v^{2})+m^{2}(-2v\,\mathrm {d} v)=0},
{\displaystyle \mathrm {d} m(c^{2}-v^{2})=mv\,\mathrm {d} v}
a dosadíme do původní rovnice:
{\displaystyle E_{k}=\int _{m_{0}}^{m}(v^{2}\mathrm {d} m+\mathrm {d} m(c^{2}-v^{2}))=\int _{m_{0}}^{m}(v^{2}\mathrm {d} m+c^{2}\mathrm {d} m-v^{2}\mathrm {d} m)=}
{\displaystyle =\int _{m_{0}}^{m}c^{2}\mathrm {d} m=c^{2}\int _{m_{0}}^{m}1\,\mathrm {d} m=c^{2}[m]_{m_{0}}^{m}=c^{2}(m-m_{0})}
{\displaystyle E_{k}=mc^{2}-m_{0}c^{2}\,\!}.
Na levé straně je kinetická energie, {\displaystyle m_{0}c^{2}} je klidová energie (chemická, jaderná, potenciální).
{\displaystyle E=E_{k}+E_{0}=mc^{2}\,\!}
je tedy celková energie tělesa.